# 大阪外国語大学
大阪外国語大学（おおさかがいこくごだいがく、Osaka University of Foreign Studies）は、大阪府箕面市にあった日本の国立大学である。大学の略称は大阪外大（おおさかがいだい）、大外大（おおがいだい・だいがいだい）、阪外（はんがい）、阪外大（はんがいだい）、OUFS。
1921年に大阪市で大阪外国語学校として創立、1949年に大阪外国語大学として大阪市天王寺区上本町において設立され、1979年に箕面市へ移転、2007年10月に大阪大学と統合し、廃止された。

## 概要

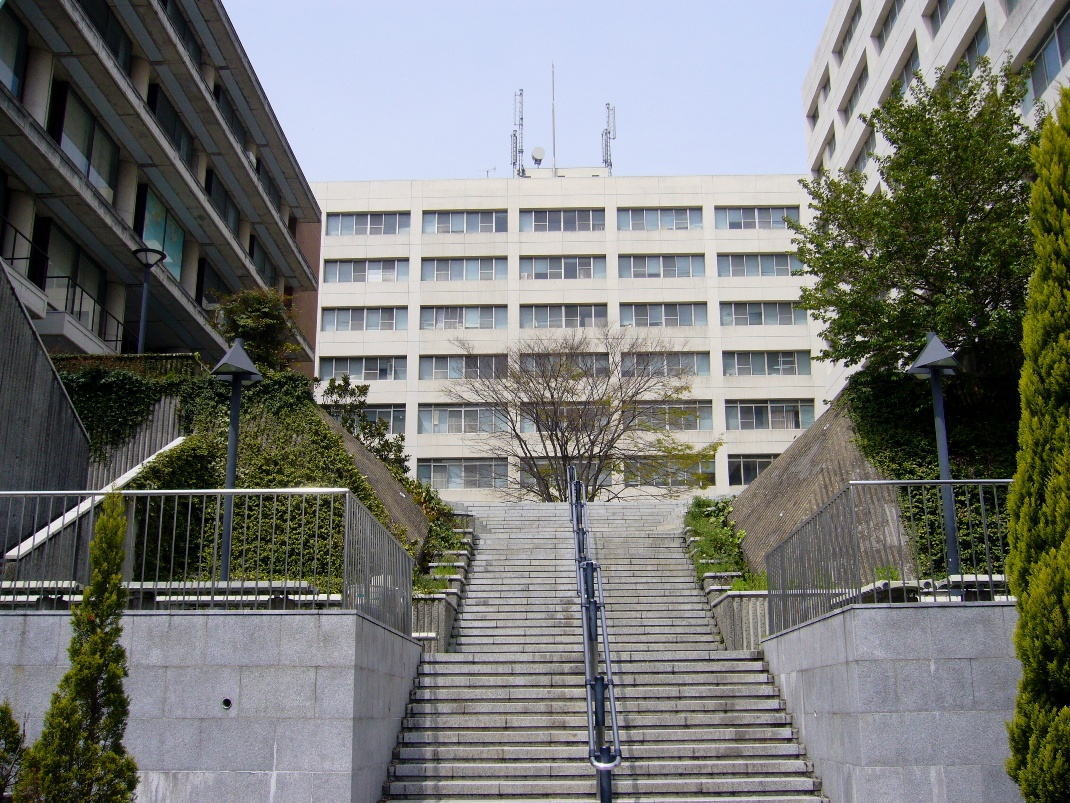
大阪外国語大学の中心部（2007年）

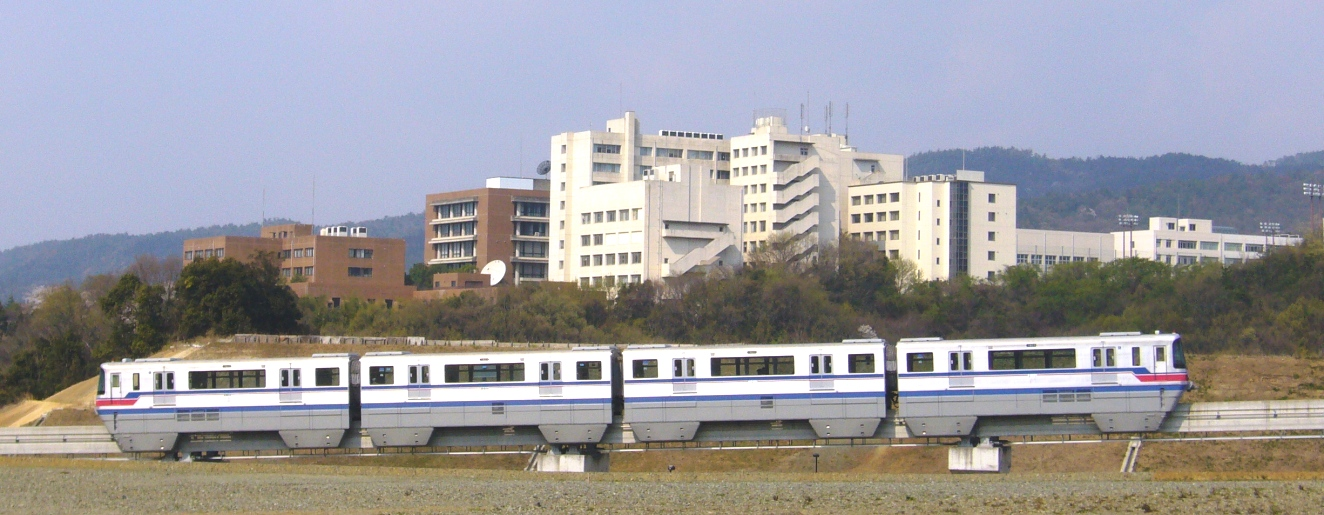
彩都側から見た大阪外国語大学と大阪モノレール彩都線

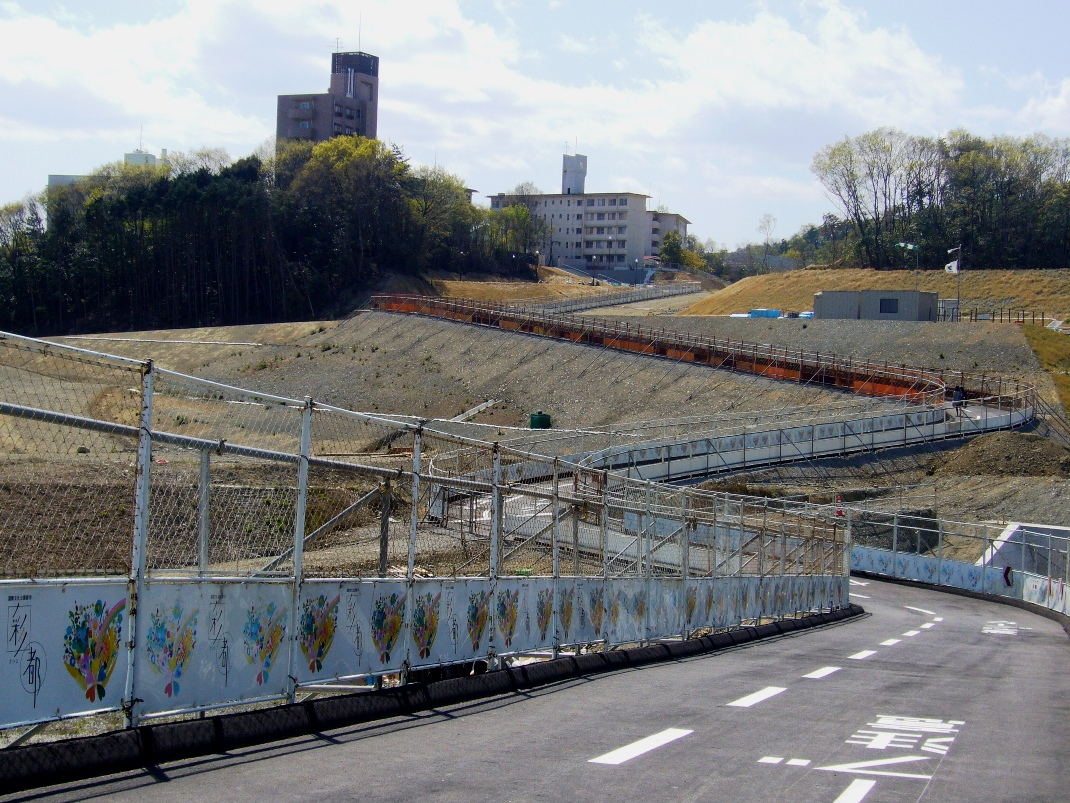
彩都から大阪外国語大学へ向かう通路の開通当時（2007年）の様子

外国語教育を行う官立専門学校（外国語学校）の旧制大阪外国語学校を前身とする大学である。大阪大学との統合まで、外国語学部のみを置く国立大学は、同じく旧制外国語学校を起源とする東京外国語大学と本学のみであった。
多岐にわたる言語・地域文化の専攻があり、他に例の少ない北欧やアフリカの言語まで幅広く扱っていること、また地域文化学科ではそのように多岐にわたる地域研究を専門とした点が特徴であった。
同時に、外国語教育を主体とする人文・社会科学の国立大学というスタンスもとっていた。外国語学部国際文化学科においては、1・2年次には週5時間専攻語を主に学び、その言語教育を基盤にしたうえで、3・4年次では各自の専門分野を主に学ぶという形をとることで、言語、情報、文化、政治・経済、資源・環境などに対する専門性を同時に身につけることを目標としていた。
東京外国語大学とは姉妹関係にあり、運動会所属団体（体育・運動系部活動）による東西外国語大学対抗定期戦が毎年行われていた。
1991年には外国人留学生のためのコースを改組した留学生日本語教育センター（現・日本語日本文化教育センター）を設置した。主に国費留学生を受け入れており、特に文部科学省の国費学部留学生（日本の大学学部へ入学するコース）の日本語教育は、大阪外国語大学と東京外国語大学（留学生日本語教育センター）でしか行われていない。そのほか、国費の研究留学生、日本語日本文化研修生等の日本語教育、交流協定校との交換留学生の日本語教育も行われていた。
25の専攻語以外にも、研究外国語科目という形で多くの外国語の授業が開講されており、その数は100を超える。具体的には、広東語、満州語、アイヌ語、ウイグル語、ソグド語、チベット語、カレン語、オセアニア諸語のトク・ピシン語、シャン語、モン・クメール語派の諸言語、サンスクリット語、パーリ語、ネパール語、ヘブライ語、西部非バントゥ諸語のハウサ語、西部バントゥ諸語のリンガラ語、チェコ語、ポーランド語、古代教会スラブ語、リトアニア語、オランダ語、ケルト諸語のウェールズ語、カタルーニャ語、ルーマニア語、ラテン語、古典ギリシア語、計画言語エスペラント（語）などがあった。これらの授業のうち、多くのものが毎年、その他は隔年、あるいは数年に1回というような形で、毎週開講されていた。（一部短期集中講義形式あり）
卒業後の主な進路として、外務省などの官庁や商社、石油系、航空系、マスコミ系が挙げられ、メーカーでも海外部に配属されることが多いという。また、その他の分野でも、パナソニック元副社長少德敬雄（同窓会「咲耶会」の会長＝2011年から）など、関西を中心とした有力企業の多くに役員クラスを輩出した。また、関西大学の河田悌一や滋賀大学の成瀬龍夫、神戸市外国語大学の東谷穎人、京都外国語大学の松田武など、出身者が近隣の国公私立大学で学長を経験しているほか、司馬遼太郎、陳舜臣、赤尾兜子など文学界へも人材を輩出している。

## 大阪大学と統合
2007年6月12日に成立した改正国立大学法人法の施行に伴い、同年10月1日付で国立大学法人大阪大学と統合した。旧国立大で14組目の統合で、旧帝国大学では2003年の九州大学と九州芸術工科大学に次ぐ2組目。当時は高偏差値大学同士の合併吸収ということで話題になった。
大阪外国語大学と大阪大学の統合は、2001年6月に第1次小泉内閣が発表した国立大学の国際競争力の向上を目指す構造改革構想、いわゆる「遠山プラン」が背景にあるとされる。統合について、大阪大学は同年末の段階で「具体的な相手と協議中」と表明。また、同様に「具体的な相手と協議中」と表明した大阪教育大学が、大阪大学や大阪外国語大学との統合を視野に入れ検討中と文部科学省への報告で答えており、国立大学の統合再編の気運が大阪府でも2002年から高まっていた。2003年の国立大学法人法施行を受け、単位互換制度や地域交流で親交のあった大阪外国語大学と大阪大学が2004年4月、統合再編も視野に検討を始めることを、国立大学法人の年度計画に明記。両大学の連絡協議会を設置し、議論を始めた。
2006年3月23日、両大学の学長が2007年10月の統合・2008年4月の新規学生受入れを目標として、統合推進合意書を締結。記者会見では、大阪外国語大学の是永駿学長が「大阪外大が培ってきた諸言語の研究や教育を、より発展・推進」、大阪大学の宮原秀夫総長が「外大の多彩な言語と国際文化教育を取り入れ、他にない教育を展開」と述べた。
2007年10月、両大学が統合。大阪外国語大学のキャンパスは大阪大学箕面キャンパスとなった。統合に際して、大阪外国語大学外国語学部国際文化学科・地域文化学科と、夜間主コースの新規学生募集を停止の上、新たに大阪大学外国語学部外国語学科となった。なお、この統合により、法学部国際公共政策学科も新設されたが、これは旧国際文化学科の一部も母体となっている。また、大阪外国語大学大学院言語社会研究科は、大阪大学大学院言語文化研究科と統合し、大阪大学大学院言語文化研究科（言語社会専攻）となった。
2008年度以降入学の学部生は、新課程外国語学部外国語学科の講義を、1年次に待兼山の豊中キャンパス、2年次以降は箕面キャンパスにおいて履修する。統合後には、豊中・吹田・箕面の各キャンパス間にシャトルバスが設置された。
「大阪外国語大学」の校名を記した正門のプレートは、2007年9月28日に撤去され、10月1日には大阪大学のプレートが除幕された。

## 沿革
- 1920年3月 海運業者林竹三郎の遺志により、妻林蝶子が新設費100万円を寄付、9月に大阪市東区（現天王寺区）上本町8丁目187番地で校舎建設が始まる。
- 1921年12月 勅令第456号により「大阪外國語学校」の設置が公布され、正式に成立。
- 1922年4月 大阪外国語学校第1回入学式挙行。
- 1928年3月 入試科目から数学がなくなる。
- 1929年4月 大阪外国語学校校旗を制定。
- 1930年6月 航空研究会発足。
- 1930年11月 美術部が「大阪外語 ローロール」第1回展覧会を開催。
- 1931年3月 校長排斥スト。同月、文部省告示第104号をもって第五臨時教員養成所を廃止。学則改正により制服が折襟背広から立襟背広となる。この年 職員閲覧室を増築。
- 1933年3月 金本正二講師（教育学・修身）に対する辞職要求をめぐり紛糾。
- 1934年4月 独語部、山本茂教官の授業拒否事件。
- 1937年7月 大阪府河内市（現東大阪市）に「花園運動場」（現花園中央公園）新設。
- 1938年1月 本校最初の防空演習行わる。
- 1938年2月 蒙古語部11名による和蒙辞典、ぐろりあ書房より出版。
- 1938年4月 航空研究会、校友会の一部として承認。
- 1938年6月 花園運動場開設祝賀運動会。
- 1938年7月 勤労奉仕始まる。
- 1939年4月 シナ語部増員、2組編成となる。
- 1940年4月 亜刺比亜語部設置。
- 1942年 西南亜細亜語研究所設置。
- 1943年4月 青雲寮できる。
- 1943年11月 大阪府下大学高専校出陣学徒合同壮行式に参加[8]。
- 1944年4月 勅令第165号により校名を「大阪外事専門学校」に改称。
- 1945年3月 大阪大空襲により書庫等を除き校舎の大部分消失。
- 1945年4月 ビルマ科設置。
- 1945年9月 大阪高等学校・五条小学校を借り授業再開。
- 1945年11月 林蝶子死去。
- 1946年2月 大阪府高槻市の工兵第四連隊跡に移転、授業を行う。
- 1946年4月 シナ科を中国科、マライ科をインドネシア科と改称。この年、学生自治会の前身「緑風会」誕生
- 1947年6月 「復興委員会」組織される。秋、父兄会が創立。
- 1948年7月 父兄会、新生大学移行父兄後援会の結成を決定。
- 1949年4月 タイ科設置。
- 1949年5月 新制「大阪外国語大学」として発足。
- 1949年6月 父兄会から木造平屋建て40坪、廊下6坪寄付。高槻学舎で大学第1回入学式。
- 1950年3月 大阪学舎、中池の池の南側に木造平家建教室123坪新築。
- 1951年5月 大阪外事専門学校が廃止。1年制の別科を開設（中国語・英語・ドイツ語・フランス語・イスパニア語・ロシア語）。大阪学舎の本館の一部復興により3年の授業は同学舎で行う。
- 1951年6月 教授会規程制定。
- 1951年12月 大阪外国語大学学則制定（翌年4月1日施工）。
- 1953年2月 鉄筋コンクリート造り2階建研究室・教室を増築。
- 1954年4月 留学生別科設置。大阪学舎に鉄筋コンクリート3階の附属図書館が落成。
- 1956年4月 専攻科設置。別科、2年制となる。
- 1957年2月 名誉教授称号授与規程制定。
- 1957年4月 高槻学舎の授業を大阪学舎で行う。
- 1958年4月 別科、中国語・英語・イスパニア語の3語科募集停止。短期大学部（夜間）に中国語・英語・イスパニア語の3語科が併設される。
- 1959年4月 別科、ドイツ語・フランス語・ロシア語の3語科募集停止。短期大学部（夜間）にドイツ語・フランス語・ロシア語の3語科設置。
- 1961年2月 鉄筋コンクリート造り5階建て研究室・教室を増築
- 1961年4月 ペルシア語学科設置。
- 1962年2月 語学実習装置を設置。
- 1962年4月 蒙古語学科をモンゴル語学科と改称。
- 1963年3月 花園運動場に寄宿舎竣工。
- 1963年4月 朝鮮語学科設置。
- 1964年2月 鉄筋コンクリート造5階建て研究室・事務室を増築。
- 1964年4月 イタリア語学科設置。
- 1965年3月 花園運動場に留学生寄宿舎竣工。
- 1965年4月 短期大学部、学生募集停止。外国語学部第二部（夜間学部）中国語・英語・ドイツ・語フランス語・イスパニア語・ロシア語の6語学科設置。
- 1969年4月 大学院外国語学研究科（修士課程）設置。
- 1974年6月 ソビエト連邦から来日していた客員教授のボリス・レーチキンが日本の警察に保護を求めた後、アメリカに亡命[9]。
- 1979年9月 箕面市粟生間谷に移転。（上本町の跡地は後に大阪国際交流センターとなる。）
- 1993年4月 学科改組により、大講座制と昼夜開講制を導入。
- 1998年4月 大学院言語社会研究科（博士課程設置）。
- 2004年4月 国立大学法人大阪外国語大学となる。
- 2005年11月1日 箕面市と包括協定を締結。
- 2007年10月1日 大阪大学との統合により廃止。

### 歴代校長・学長
- 初代校長 : 中目覚：1921年12月10日[10] -
- 2代目校長 : 葉山万次郎
- 3代目校長 : 横山俊平
- 4代目校長 : 尾崎卓郎
- 5代目校長、初代学長 : 平沢俊雄
- 2代目学長 : 森沢三郎
- 3代目学長 : 金子二郎
- 4代目学長 : 牧祥三
- 5代目学長 : 伊地智善継
- 6代目学長 : 林栄一
- 7代目学長 : 山田善郎
- 8代目学長 : 池田修
- 9代目学長 : 赤木攻
- 10代目学長 : 是永駿

## 大阪外国語大学歌
- 作詞：松永信成（ロシア語専攻の初代教授）、作曲：永井幸次（大阪音楽大学創設者）[11][12]

## 教育および研究組織

### 学部（外国語学部）
- 国際文化学科
  - 昼間主コース
    - 言語・情報専攻
    - 日本語専攻
    - 比較文化専攻
    - 国際関係専攻
    - 開発・環境専攻

  - 夜間主コース
    - 言語専攻
    - 比較文化専攻
    - 国際関係専攻
- 地域文化学科
  - 昼間主コース
    - 東アジア地域文化専攻 - 中国語、 朝鮮語、モンゴル語
    - 東南アジア・オセアニア地域文化専攻 - インドネシア語、タイ語、フィリピン語、ベトナム語、ビルマ語
    - 南アジア地域文化専攻 - ヒンディー語、ウルドゥー語
    - 中東地域文化専攻 - アラビア語、ペルシア語、トルコ語
    - アフリカ地域文化専攻 - スワヒリ語
    - ロシア・東欧地域文化専攻 - ロシア語、ハンガリー語
    - 中・北欧地域文化専攻 - デンマーク語、スウェーデン語、ドイツ語、英語
    - 南欧地域文化専攻 - フランス語、イタリア語、スペイン語、ポルトガル語
    - 北米地域文化専攻 - 英語
    - 中南米地域文化専攻 - スペイン語、ポルトガル語

  - 夜間主コース
    - 東アジア地域文化専攻 - 中国語
    - ロシア・東欧地域文化専攻 - ロシア語
    - 中・北欧地域文化専攻 - ドイツ語、英語
    - 南欧地域文化専攻 - フランス語、スペイン語
    - 北米地域文化専攻 - 英語
    - 中南米地域文化専攻 - スペイン語

#### 大学院
- 言語社会研究科
  - 地域言語社会専攻＜博士前期課程＞
    - 東アジアコース
    - 東南アジア・オセアニアコース
    - アジア・アフリカコース
    - ロシア・東欧コース
    - 中・北欧コース
    - 南欧コース
    - アメリカコース
    - 通訳翻訳学専修コース
    - 日本語・日本文化特別コース

  - 国際言語社会専攻＜博士前期課程＞
    - 国際コース
    - 日本コース

  - 言語社会専攻＜博士後期課程＞
    - 言語社会専攻

#### 附属機関
- 日本語日本文化教育センター（旧：留学生日本語教育センター）

## 学生生活

### 間谷祭
大学公認の学園祭。11月上旬に3日間にわたり開催された。外国語劇、模擬店、展示、学生によるコンサートなどが催された。中でも外国語劇が目玉イベントであった。各国語科の有志が日夜練習に励み、その成果を公にする場であった。大学統合後は、外国語劇のみ独立した形で「語劇祭」として2008年から開催されている。

### 夏まつり
7月上旬に開催。多くの模擬店が出店し、民族料理などを販売する他、各サークルによるパフォーマンスや展示も、校舎内外を問わず活発に行われた。盆踊りが最大の見所とされ、学生・留学生・地域住民がグラウンドに集い、「外大音頭」を延々と踊った。大学統合後、夏まつり実行委員会は大阪大学公認団体となり、毎年開催されている。

### スポーツ
- 東外大戦（東西外国語大学対抗戦） - 10月に体育会系部活ごとに毎年主催校を交代して行われた。大阪大学との統合に伴い、2007年10月18日の第59回大会をもって「東京外国語大学・大阪外国語大学定期競技大会」は幕を閉じた。
- 全学駅伝大会 - 12月

## 大学関係者と組織

### 大学関係者組織
- 咲耶会（大阪外国語大学同窓会。2007年大阪大学との統合後は大阪外国語大学および、大阪大学外国語学部の同窓会として継続している。本部は阪大箕面キャンパス内にある）